# Zulunigma incognita
Zulunigma incognita là một loài nhện trong họ Salticidae. Chúng là loài đặc hữu của Nam Phi.
Loài này thuộc chi Zulunigma. Zulunigma incognita được Wanda Wesołowska & Haddad miêu tả năm 2009.